# Entyloma arctothecae
Entyloma arctothecae är en svampart som beskrevs av Vánky 1983. Entyloma arctothecae ingår i släktet Entyloma och familjen Entylomataceae.   Inga underarter finns listade i Catalogue of Life.